# Babette van Veen

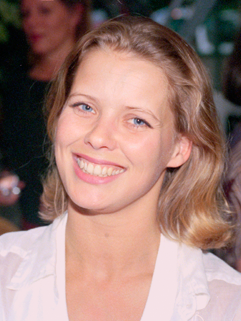
Babette van Veen (1994)

Babette Westerweel-van Veen (* 30. April 1968 in Utrecht) ist eine niederländische Schauspielerin und Sängerin.

## Werdegang
Van Veen wurde als Tochter des Liedermachers Herman van Veen und von Marijke Hoffman geboren. Nach der Trennung ihrer Eltern wuchs sie in Breukelen bei ihrer Mutter und ihrem Stiefvater auf. Nach dem Besuch einer weiterführenden Schule studierte sie am Studio Herman Teirlinck in Antwerpen.
Zu Beginn der 1990er Jahre wurde sie einem breiten Fernsehpublikum durch die Rolle der Linda Hamans-Dekker in der Vorabendserie Goede tijden, slechte tijden bekannt, die sie von 1990 bis 1998 und 2005 bis 2006 verkörperte. Während dieser Zeit entstand mit ihren Serienkolleginnen Guusje Nederhorst und Katja Schuurman das Mädchentrio Linda, Roos & Jessica, mit dem sie unter anderem den Nummer-eins-Hit Ademnood landen konnte. Seit Sommer 2015 ist sie wieder in der Rolle Linda Dekker als fester Bestandteil der Serie zu sehen. Nach ihrem ersten Ausstieg bei Goede tijden, slechte tijden im Jahr 1998 war van Veen in mehreren kleineren Rollen in Film und Fernsehen zu sehen. Unter der Regie ihres Vaters entstand 1999 der Spielfilm Nachtvlinder, wo sie neben Karin Bloemen und Ramses Shaffy spielt.
Am 27. August 1998 heiratete sie den Fernsehmoderator Bas Westerweel und zog sich in der Folge beruflich zurück. Am 1. April 2000 brachte sie ihr erstes Kind zur Welt. Zwischen September 2002 und Mai 2003 wirkte sie in der Aufführung des Musicals Aladdin mit. Am 25. April 2004 gebar sie ihren zweiten Sohn. Noch im gleichen Jahr ging sie mit der musikalischen Theatershow De Kameleon Ontvoerd, einer Adaption des gleichnamigen Buches von Hotze de Roos, auf Tournee. Darin verkörperte sie die Rolle der Mem Klinkhamer, die in den Verfilmungen des Stoffes von Dominique van Vliet dargestellt wurde. 2005 gab sie ihr Comeback in Goede tijden, slechte tijden. 2006 nahm sie an der Fernsehshow Dancing on Ice teil, einer Koproduktion von VTM und RTL 4.